# Amy Yang
Amy Yang, aussi connue sous le nom de Yang Hee-Young, née le 28 juillet 1989, est une golfeuse professionnelle sud-coréenne évoluant sur le LPGA Tour et le Ladies European Tour. Régulière dans les premières places des tournois majeurs, elle n'a pas remporté le tournoi, échouant deux fois à la deuxième place de l'US Open. Athlète olympique, elle termine les Jeux de Rio de 2016 à la quatrième place à un coup de la médaille de bronze.

## Carrière professionnelle
Née en Corée du Sud, Amy Yang est inspirée jeune par Se Ri Pak, qu'elle regarde pour la première fois lors de sa victoire à l'US Open 1998. Ses parents et elle partent vivre en Australie alors qu'elle à 15 ans pour qu'elle poursuive une carrière de joueuse professionnelle de golf,. Un an plus tard, elle remporte le ANZ Ladies Masters pour devenir à 16 ans la plus jeune vainqueur sur le Ladies European Tour,,. Elle passe professionnelle dans les mois qui suivent. 
Yang a un important historique de débuts de tournoi réussis à l'US Open qui lui permettent d'être bien placé avant le dernier tour. Elle joue dans la dernière partie en 2010 et rend une carte de 71 qui la place à une cinquième place finale. De nouveau présente dans la dernière partie lors de l'édition suivante, elle rend de nouveau une carte de 71 pour finir dauphine de Na Yeon Choi. En 2014, elle frappe 74 coups dans son dernier tour et assiste à la victoire de sa partenaire de partie Michelle Wie. En tête lors de l'US Open 2015, son irrégularité lui fait perdre la tête sur les derniers trous, où elle réalise bogey, bogey, eagle, birdie puis bogey, pour terminer deuxième, seulement battue d'un coup par Chun In-gee,. Joueuse explosive du tournoi, Yang est complète dans tous les compartiments du jeu.
En février 2017, Yang remporte le LPGA Thaïlande de cinq coups après avoir joué ses deux derniers trous le dimanche à la suite d'un report dû à la pluie.

## Résultats en tournois majeurs
| Tournoi            | 2006 | 2007 | 2008 | 2009 | 2010 | 2011 | 2012 | 2013 | 2014 | 2015 | 2016 | 2017 | 2018 |
| ------------------ | ---- | ---- | ---- | ---- | ---- | ---- | ---- | ---- | ---- | ---- | ---- | ---- | ---- |
| ANA Inspiration    |      |      |      |      | T27  | T19  | T4   | T32  | 10   | T29  | T14  | T8   | CUT  |
| LPGA               |      |      |      | T9   | T14  | T12  | CUT  | T5   | CUT  | T26  | 7    | T4   | T11  |
| US Open            |      | T50  | CUT  | T34  | T5   | T10  | 2    | T50  | T4   | 2    | T3   | T8   | CUT  |
| Open britannique   | T60  |      | CUT  | CUT  | T5   | 4    | T26  | CUT  | T21  | T36  |      | T30  | T35  |
| Evian Championship |      |      |      |      |      |      |      | T67  | T54  | T8   | T14  | T48  | T49  |